# Virginie-Hélène Porgès
Pour les articles homonymes, voir Porges.
Virginie-Hélène Porgès, née le 11 février 1864 à Paris et morte le 21 octobre 1930 à Neuilly-sur-Seine, est une peintre, mondaine, collectionneuse d'œuvres d'art et donatrice française.

## Biographie

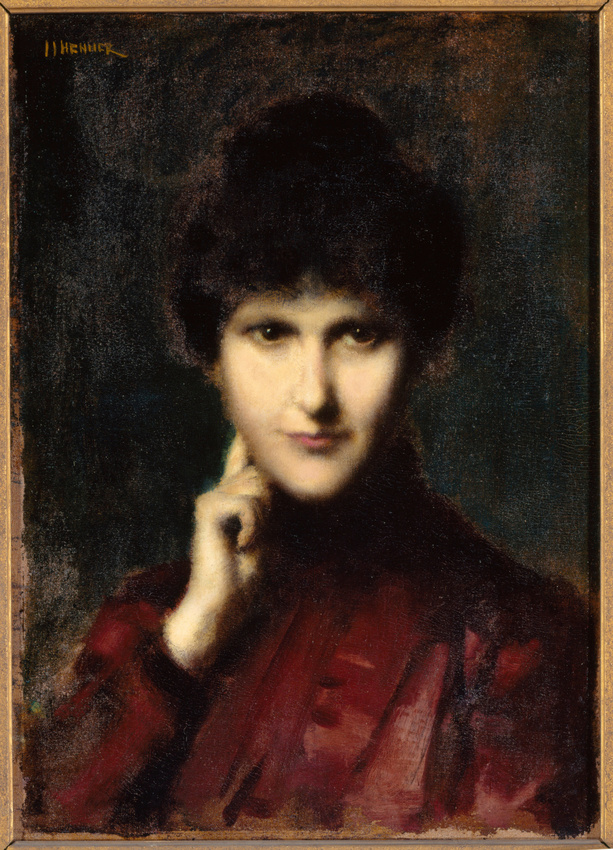
Madame Hélène Porgès de Jean-Jacques Henner, c. 1895, Musée d'Orsay.

Virginie-Hélène Porgès est la fille du banquier Charles Porgès et d'Hélène Schnapper. Sa sœur Adèle (1860-1917) épousera Ferdinand Dreyfus et Clarisse Julie (1868-1952) épousera André Chevrillon.
Élève de Jean-Jacques Henner et de Carolus-Duran, elle expose au Salon des artistes français de 1886 à 1891.
En 1891, elle épouse Albert Wahl (1860-1936) ; Jean-Jacques Henner est témoin du mariage.
En 1922, elle fonde le dispensaire de Raon-l'Étape et institue un prix décerné par l'Académie française à l'auteur du meilleur ouvrage sur la Grande Guerre destiné à la jeunesse.
Elle entretient une longue relation épistolaire et amicale avec le sculpteur Auguste Rodin.
Elle meurt à Neuilly-sur-Seine à l'âge de 66 ans. Inhumée au cimetière de Montmartre, son corps est transféré en 1931 au cimetière du Père-Lachaise. On peut lire ces vers sur sa tombe  : 

« Le temps et ses leçons amères

Ne nous guérissent qu’à moitié.

Nous reconnaissons nos chimères

Sans pouvoir les prendre en pitié.

Un jour, après des mots sans trêve,

Nous nous arrêtons consternés

Et puis nous reprenons nos rêves

Que leur histoire a condamnés.

Artistes, quel sort est le nôtre !

Nous courons d’une erreur à l’autre

Têtes folles et cœurs blessés.

Dans ce besoin d'amour immense,

Une voix nous dit : « Recommence »

Quand l’autre nous dit : « C'est assez ». »

— Henri Becque.

Ses héritiers font don en 1931 au musée du Noyonnais d'une partie de l'exceptionnelle collection d'œuvres d'art qu'elle avait voulu remettre à une ville des régions dévastées par la Première Guerre mondiale,.

## Œuvres exposées aux Salons
- 1886 : Jeune fille, étude
- 1887 : Fleur de pervenche, étude
- 1888 : Paulette, étude
- 1889 : Étude de jeune fille
- 1889 : Miriam, étude
- 1890 : Sur le balcon, étude
- 1891 : Une volonté ; portrait de prêtre